# Harry Benson
Pour les articles homonymes, voir Benson.
Harry Benson, né le 2 décembre 1929 à Glasgow, est un photographe écossais. Au cours de sa carrière, il a immortalisé en images de nombreux événements et personnages marquants du XXe siècle.

## Biographie

### Enfance et entrée dans la vie active
Harry James Benson est né à Glasgow, dans le district de Knightswood,. Il est contraint de sortir du système scolaire à 13 ans et entre à la Glasgow School of Art,.  Son père — directeur du zoo de Glasgow —, lui offre un appareil photographique alors qu'Harry Benson avoisine les 15 ans,. Durant son adolescence, Harry Benson travaille dans un journal local. Il devient livreur pour une agence de publicité, emploi qu'il décrit comme un « boulot d'enfer », et souffre de ne pouvoir poursuivre ses études à l'université contrairement à d'autres britanniques de son âge. Il s’intéresse davantage à la photographie après sa sortie vers 1949 de la Royal Air Force, où il travaille comme cuisinier.  Il commence alors par photographier des mariages. À partir de 1958, il travaille pour des titres tels que le Daily Sketch, le Daily Express ou le Evening Standard.

### Premiers succès
Harry a finalement obtenu une première opportunité lorsque le Daily Sketch de Londres lui demande de se rendre à East Kilbride, sur la scène du meurtre d'Anne Kneiland, 17 ans, victime d'un tueur en série.
Harry Benson forge des liens avec des bandes criminelles par l'intermédiaire d'un preneur de paris local et rencontre une dizaine de fois le tueur en série à la prison de Barlinnie; tout en s'assurant qu'aucun autre journaliste n'ait accès à celui-ci.

### Beatlemania
C'est à contre-cœur qu'Harry Benson s'envole pour Paris en janvier 1964 suivre les Beatles trois semaines durant, ne prenant conscience de l’intérêt de la Beatlemania qu'une fois sur place,.  C'est là, à Hôtel George V, qu'il immortalise les Beatles en pleine bataille d'oreillers — Benson dit lui-même que c'est la meilleure photo de toute sa carrière — dans un moment de spontanéité qui incarne l'esprit du groupe.  Puis, tandis qu'il s’apprêtait à partir au Kenya en Afrique,, il s'envole le 7 février 1964 pour les États-Unis, suivre la première des tournées nord-américaines des Beatles — mission qu'il effectue toujours pour le compte du Daily Express,.
De 1964 à 1966, Harry Benson suit les Beatles à travers les États-Unis,,. C'est durant cette période que Benson rencontre sa future épouse, Gigi, lors d'un bal de charité à Houston tandis qu'il voyageait avec le prince Philip pour le Daily Express en 1965.

### Carrière
En 1967, il photographie Charles de Gaulle devant l'hôtel de ville de Montréal, où le président de la République française donne un discours durant lequel il s'écrie « Vive le Québec libre ! ».
Harry Benson dit s'être fait arrêter en Pologne dans les années 1980 — période de Guerre froide —, avec l'un de ses confrères lorsqu'ils travaillaient à Life,.
Le 5 juin 1968, Harry Benson est témoin de l’assassinat de Robert F. Kennedy.
Au cours de sa carrière, il est également témoin de l’assassinat de Martin Luther King et de John Lennon. Il infiltre les rangs du Ku Klux Klan en Caroline du Sud, s'entretient avec Mark David Chapman et fréquente l’Armée républicaine irlandaise (IRA). Le photographe, qualifié de « légendaire » par le Time, travaille pour Life, Vanity Fair, People et d'autres magazines.
En 1975, il photographie Nim Chimpsky au cours d’une séance photo dans son atelier. Le cliché fait la une d’un numéro de New York publié en février de la même année.
En octobre 1976, alors qu’il travaille pour Life, il accompagne Roman Polanski et Nastassja Kinski lors d'un voyage aux Seychelles et les y photographie.
En 2014, Harry Benson est chargé par la Scottish National Portrait Gallery de photographier Élisabeth II. Cette première commande du musée pour la reine est un moment fort de sa carrière.

### Photographe de guerre
Harry Benson a couvert deux guerres en Israël ainsi qu'en Bosnie, en Irak et en Afghanistan.  
Il se rend en République dominicaine, en proie à une guerre civile, où il capture les deux camps belligérants dans la même journée.

### Benson et la Maison Blanche

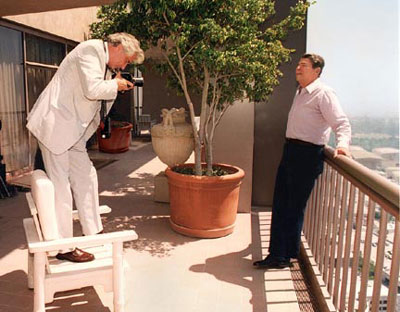
Harry Benson photographiant Ronald Reagan à Los Angeles au balcon du Century Plaza Hotel en août 1987, par Pete Souza.

Il tire le portrait de tous les présidents américains de Dwight D. Eisenhower — « dans les années cinquante, à la sortie d'un tournoi de golf en Écosse » — à Joe Biden,,.  
La photographie de Ronald et Nancy Reagan dansant à la Maison Blanche, prise en 1985 par Benson en mission pour Vanity Fair, est utilisée en couverture du magazine et semble sauver le périodique de la difficulté ainsi que le poste de sa rédactrice en chef de l'époque, Tina Brown.

## Situation familiale
Harry Benson est marié depuis 1967 à une femme nommée Gigi, avec qui il eut deux filles, nommées Wendy and Tessa,. Il est l’oncle du journaliste Harry Benson, exerçant une influence positive sur la carrière de celui-ci de manière certaine.
Dès les années 1960, il habite avec sa femme à New York, non loin de la Première Avenue. En 2016, il y réside toujours, dans l´Upper East Side,. Il possède également une résidence secondaire à Wellington,,.

## Distinctions et hommages
Harry Benson reçoit le prestigieux prix Infinity Awards en avril 2017, décerné par le Centre international de la photographie,.
Il reçoit le prix Lucie Award du portrait en 2005.
Il est deux fois nommé photographe de presse de l'année par la Missouri School of Journalism et la National Press Photographers Association.
Il est deux fois récipiendaire de la médaille d'excellence Leica.
Il reçoit le prix Madeline Dane Ross pour l’ensemble de son œuvre le 24 avril 2017, décerné par l’Overseas Press Club of America,.
 Harry Benson est fait Commandeur de l'ordre de l'Empire britannique par la reine Élisabeth II en 2008.
40 des portraits qu'il a réalisé figurent dans la collection permanente de la National Portrait Gallery du Smithsonian Institute à Washington.
En mars 2022, il reçoit le Lifetime Achievement Award décerné par Art Miami pour l’ensemble de son œuvre,.

## Dans les arts

### Cinéma
- Harry Benson: Shoot First, film documentaire américain de Justin Bare et Matthew Miele en 2016.